# Tanel Tein
Tanel Tein (Tartu, 10 gennaio 1978) è un ex cestista estone.

## Carriera
Con l'Estonia ha disputato i Campionati europei del 2001.

## Palmarès
- Campionato estone: 3

Tartu Ülikooli: 2006-07, 2007-08, 2009-10
- Coppa di Polonia: 1

Śląsk Breslavia: 2004